# سأهبك مدينة أخرى (رواية ثلاثية)
ثلاثية 'سأهبك مدينة أخرى' رواية ليبية ألفها الكاتب الليبي أحمد إبراهيم الفقيه, وقع اختيارها كواحدة من ضمن قائمة أفضل مئة رواية عربية.
الرواية عبارة عن كتاب واحد في 516 صفحة يضم ثلاثة أجزاء:
- سأهبك مدينة أخرى
- هذه تخوم مملكتي
- نفق تضيئه امرأة واحدة

## مقطع من الرواية
جئت أول ما جئت ملفوفاً بقماطي المشرقي فوجدت نفسي جسماً غريباً لا يحقق توافقاً مع ما حوله . اجتهدت في أن أشتري قبولاً بالمبالغة في التشبه بهؤلاء الناس وإظهار الولاء لقيمهم وأساليبهم . كنت كمن يأتي من أفريقيا بقشرته السوداء ويضع فوق رأسه باروكة من الشعر الأشقر الناعم الطويل ويمضي في الشارع متباهياً بها، مدعياً أنها شعره الحقيقي . ثم اهتديت بعد ذلك إلى حل يضمن لي تحقيق هذا المقدار من التواصل الذي أحتاجه لعافيتي النفسية . فصرت لا أرى نفسي إلا حجراً متدحرجاً لا تنبت حوله الأعشاب .لا أطرح أسئلة حول ما يجب أن أفعله أو لا أفعله.